# Heinz Felfe
Heinz Felfe (18. březen 1918 Drážďany – 8. květen 2008 Berlín) byl SS-Obersturmführer, který po druhé světové válce pracoval ve Spolkové zpravodajské službě.

## Život
Heinz Felfe vstoupil v roce 1933 do NSDAP. Působil v SD (Sicherheitsdienst). V roce 1943 byl touto službou vyslán do Švýcarska. V roce 1961 byl odhalen jako sovětský špión a odsouzen ke 14 letům vězení.